# Gai Lucceu Hirrus
Gai Lucceu Hirrus (en llatí: Gaius Lucceius C. f. Hirrus) va ser tribú de la plebs l'any 53 aC, adscrit a la tribu Pupínia, que va proposar que Gneu Pompeu fos nomenat dictador i per això gairebé el van privar del seu càrrec.
L'any 52 aC va ser candidat a àugur junt amb Ciceró, i el 51 aC candidat amb Marc Celi Ruf per edil curul, però les dues vegades va fracassar. Més tard va ser amic de Ciceró, el qual, de tornada de Cilícia l'any 50 aC, volia el seu suport per celebrar un triomf per les seves victòries, i el nom de Lucceu apareix freqüentment en la correspondència de Ciceró.
En esclatar la segona guerra civil l'any 49 aC es va unir a Pompeu i va dirigir les forces del nord d'Itàlia, però les seves tropes van desertar. Després va ser enviat com a ambaixador al rei Orodes II de Pàrtia, buscant el suport d'aquest pels optimats, però el rei part el va tancar a la presó. Abans de la batalla de Farsàlia els pompeians, convençuts de la seva victòria, van discutir si el nomenaven pretor en absència. Després del 48 aC va ser perdonat per Cèsar i alliberat, i va tornar a Roma.
El Gai Hirrus mencionat per Plini i per Varró, com la primera persona que va tenir estanys d'aigua salada per criar-hi llamprees i que en va enviar alguns milers a Juli Cèsar pels banquets de celebració del seus triomfs, podria ser el mateix personatge, i sembla que també era l'anomenat Hirtius (Hirci) per Apià, que el 43 aC va ser proscrit pels triumvirs i va fugir amb Sext Pompeu a Sicília.